# 나폴리 지하철 6호선

노선도 (하늘색)

나폴리 지하철 6호선 (이탈리아어: Linea sei)은 이탈리아 나폴리 지하철의 경전철 노선으로, 2024년 현재 5.5km 길이에 8개 역이 있다.

## 역사
6호선은 원래 고속트램 노선 (Linea Tranviaria Rapida, LTR)으로 기획되었다. 일부 구간은 지하 터널로 되어 있는 전 구간 지상 노선이었다. 1980년대 말부터 공사가 시작되어 1990년 FIFA 월드컵에 맞춰 첫번째 구간을 개통한다는 계획이었다. 하지만 1차구간의 마지막 역인 메르젤리나 역이 제때 완공되지 않고 수년간 방치되어 있었다.
2000년대 들어 메르젤리나 역을 완공하고 이미 지어진 구간을 개통시킨다는 결정이 내려졌으나, 대신 이번에는 트램 노선망이 아닌 경전철 노선으로 기획되었다. 2007년 2월 4일 모스트라와 메르젤리나를 잇는 첫번째 구간이 완공되었다. 이때 배차 간격은 8분으로 정해졌다. 개통 당시부터 6호선은 메트로나폴리가 운영하였으나 2013년 11월 나폴리 지하철의 운영권이 나폴리 교통공사로 넘어가면서 6호선도 교통공사 소속이 되었다.
하지만 6호선 1차 구간은 지나치게 노선이 짧고, 나폴리 지하철 2호선, 쿠마나 선과 경로가 겹치는 등의 이유로 개통 당시부터 저조한 이용률을 보였다. 결국 2011년 3월 10일부터 운행을 잠정 중단하고, 이후 월-금 아침 시간대에 배차간격을 늘리는 조건으로 제한 운행을 시작하였다.

### 연장 구간
6호선 연장 구간은 서쪽으로 나폴리 도심의 무니치피오까지 이어진다.
2006년 7월, 무니치피오 역에서 연장구간 공사를 위한 기초작업이 시작되었다. 2007년 9월에는 안살도 STS가 메르젤리나-무니치피오의 3.1km 구간 공사에 4억 2600만 유로의 계약금을 체결하였다.

## 역 목록
| 나폴리 지하철 6호선     |        |                                        |
| 역명                    | 개업일 | 주석                                   |
| 무니치피오              | 2024   | 6호선 승강장                           |
| 키아이아 - 몬테 디 디오 | 2024   |                                        |
| 산 파스콜레             | 2024   |                                        |
| 아르코 미렐리           | 2024   |                                        |
| 메르젤리나              | 2007   | 나폴리 지하철 2호선                    |
| 랄라                    | 2007   |                                        |
| 아우구스토              | 2007   |                                        |
| 모스트라                | 2007   | 나폴리 지하철 2호선 / 쿠마나 선과 환승 |

## 운행
제6호선은 현재 전동차가 3대뿐이어서 일시적으로 매 14분마다 한 대씩 운행하고 있다. 2025년부터는 히타치 레일 주식회사에서 제작된 새로운 기차들이 도입되어 운행 간격을 몇 분으로 단축시킬 예정이다.

## 같이 보기
- 나폴리 지하철
- 세계의 지하철

## 참고 문헌
- Guido Mazzuolo: La linea tranviaria rapida a Napoli. Sintesi del progetto. In: ″Ingegneria Ferroviaria″, October 1984, p. 680–685.
- Riccardo Carugati: Tram rapido a Napoli. In: ″I Treni Oggi″, July-August 1990, p. 31–33.
- Marcello Cruciani, Roberto Zannotti: ″Mondiale″ un anno dopo - 2. In: ″I Treni Oggi″ Nr. 117 (July-August 1991), p. 27–28.